# Triklinski kristalni sustav
U kristalografiji, triklinski kristalni sustav je jedan od sedam mogućih načina po kojima se u prirodi odvija kristalizacija. Odlikuje se s tri elementarna vektora translacije koji međusobno stoje pod kutovima koji su različiti od 90°. U trikliničnoj sistemi sva tri elementarna vektora su međusobno različite dužine, isto kao što je i u ortorompskom kristalnom sustavu.
Triklinski sustava od elemenata simetrije ima samo centar simetrije.

## Osnovni oblici
Triklinski sustav ima sljedeće osnovne oblike:
- Baza
- Pinakoid
  - Makro pinakoid
  - Brahi pinakoid
- Hemi makro prizma
  - lijeva
  - desna
- Hemi brahi prizma
  - lijeva
  - desna